# Pro Tour (Magic : L'Assemblée)
 (décembre 2022).
Pour les articles homonymes, voir Pro Tour.
Les Pro Tours (ou PT), sont des tournois du jeu de cartes à collectionner Magic : L'Assemblée réservés à des joueurs qualifiés, soit par leur classement, soit lors de tournois qualificatifs (les PTQ : Pro Tour Qualifiers) dans chaque pays où les tournois sont organisés. Les meilleurs joueurs remportent une dotation financière et des points Pro tour.
En parallèle des Pro tours, il y a de nombreux side events : tournois amateurs ou professionnels, rencontres avec des illustrateurs de Magic, gunslinging avec des joueurs pros, etc.